# サンドヒル (ミシシッピ州ランキン郡)
サンドヒル（Sand Hill）は、アメリカ合衆国ミシシッピ州ランキン郡にある非法人地域（以下、便宜上「町」とする）。州内だけで同名の町がほかに4つ存在する。
郡庁所在地のブランドンからミシシッピ州道25号線経由で北北東へ16マイル (26 km)、州都・ジャクソンの北東25マイル (40 km)のところにある。2016年時点の人口はわずか92人で、町内に信号機はない。
2016年のリオデジャネイロオリンピックで金・銀・銅の3個のメダルを獲得した陸上競技選手・トリ・ボウイの生まれ故郷である。トリ・ボウイは「いつの日か故郷に帰り、『ようこそサンドヒルへ：トリ・ボウイの故郷』という看板を立てたい」とNBCに語っている。